# 迷惑
《迷惑》是香港歌手譚詠麟發行第14張粵語專輯， 並於87- 88年度 第十屆香港金唱片頒獎典禮 中獲得 「 最暢銷唱片獎 」 ，年度銷量超越七白金（35萬），連續佔據香港大碟榜11星期銷量冠軍位置，在台灣也創下15萬銷量的佳績 。 就在譚詠麟在1987年度《十大中文金曲頒獎典禮》上宣布不再領獎前，他推出了這張唱片。首支派台歌《玩出火》全新中版曲風。 接著的《半夢半醒》是當年的年度大熱金曲，3台冠軍歌，並佔據商業電台流行榜4星期冠軍，「叱吒榜」1星期 +「金榜十大」3星期(叱吒榜的前身 ）。第三首派台《不見不散》登上港台中文歌曲龍虎榜冠軍位置。唱片內其他歌曲水準亦相當有水準，三首個人創作作品《愛的逃兵》、《午夜戀人路》、與日本歌手早見優合唱的《偏愛》。由周啟生編曲的浪漫情歌《Baby》是不少樂迷的心水滄海遺珠。 
由於譚詠麟已經宣佈不再領獎，所以《迷惑》只得到一些銷量獎項而並沒有任何歌曲方面的獎項。 不過當年香港電台曾經公布過譚詠麟的《半夢半醒》及《水中花》原本入選了1988年度十大中文金曲，但因為譚詠麟宣布了不再領獎，所以最後把這2個金曲獎，順序頒發給第11及第12高票數的歌曲。
區瑞強及早見優當時分別隸屬銀星製作有限公司及日本金牛宮唱片旗下藝人，因此本專輯亦有鳴謝。

## 曲目
全碟監製：葉廣權、關維麟
|     | 歌名                                              | 作曲                                                       | 填詞            | 編曲   |
| --- | ------------------------------------------------- | ---------------------------------------------------------- | --------------- | ------ |
| 1.  | 玩出火                                            | Shimamura Takashi / Yamamoto Keisuke                       | 陳少琪          | 入江純 |
| 2.  | 不見不散                                          | 德永英明                                                   | 向雪懷          | 周啟生 |
| 3.  | 午夜戀人路                                        | 譚詠麟                                                     | 陳少琪          | 盧東尼 |
| 4.  | PA PA O MA MA（合唱：泰迪羅賓 / 區瑞強 / 陳百祥） | Al Frazier / Carl White / Sonny Harris / Turner Wilson Jr. | 林振強          | 盧東尼 |
| 5.  | 愛的逃兵                                          | 譚詠麟                                                     | 潘源良          | 盧東尼 |
| 6.  | 偏愛（合唱：早見優）                              | 譚詠麟                                                     | 向雪懷 / 李明珠 | 盧東尼 |
| 7.  | 萬能的你                                          | 吉実明宏                                                   | 簡寧            | 入江純 |
| 8.  | Baby                                              | 陳美威                                                     | 林敏驄          | 周啟生 |
| 9.  | 假刺激                                            | David Meniketti / Taylor Rhodes                            | 林振強          | 入江純 |
| 10. | 半夢半醒                                          | 梁弘志                                                     | 潘源良          | 盧東尼 |

## 工作人員
本專輯的工作人員如下：
- 監製：關維麟、葉廣權
- 封套概念、封套設計：Jackson Tang
- 美術設計、攝影：Jackie Wan
- 化妝：Judy Leung
- 髮型：Alice Chan of Silkcut

| 香港樂手： - 鍵琴：周啟生、盧東尼 - 結他：Joey Villanueva、蘇德華 - 鼓：Donald Ashley、鄧志和、SP-12 - 低音結他：林志宏 - 管樂：以Doddy為首的管樂團 - 弦樂指揮：熊宏亮 - 和音：以張偉文、譚錫禧為首的和音團隊、Dx4 | 日本樂手： - 鍵琴：山田秀俊 - 結他：北島健二 - 鼓：岡本郭男 - 色士風：Jake H. Concepcion - 合成器：松武秀樹 |

## 獎項
- 第十屆香港金唱片頒獎典禮

- 「白金唱片」：《迷惑》
- 金唱片頒獎典禮87-88年度最暢銷唱片獎 ：《迷惑》

參考資料
1. ↑  孟欣主编. . 北京：现代出版社. 2006年8月. ISBN 7-80188-737-9.
2. ↑  .   [2021-09-01]. （原始内容存档于2021-09-01）.
3. ↑  . come back to love.   [2023-09-03]. （原始内容存档于2022-11-06）.
4. ↑  . come back to love.   [2022-05-06]. （原始内容存档于2022-07-07）.
5. ↑  .   [2021-09-01]. （原始内容存档于2021-09-01）.
6. ↑  . come back to love.   [2022-05-06]. （原始内容存档于2021-09-24）.